# Xénique grimpeur
Acanthisitta chloris
Genre
Espèce
Statut de conservation UICN

 LC  : Préoccupation mineure
Le Xénique grimpeur (Acanthisitta chloris), appelé « titipounamu » en langue māori, est une espèce de passereau endémique de Nouvelle-Zélande.

## Description

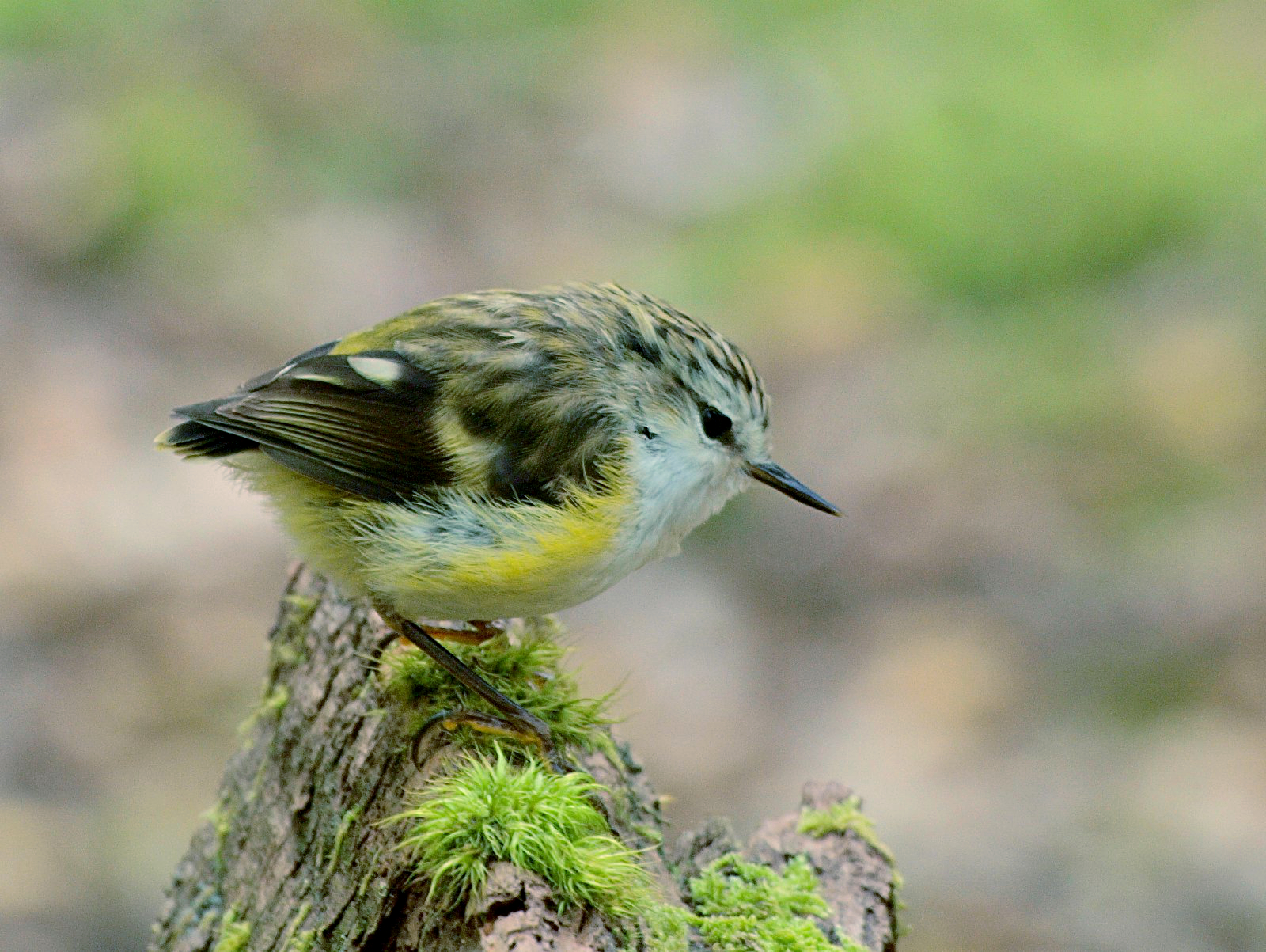
Un Titipounamu (Xénique grimpeur) femelle

Acanthisitta chloris mesure jusqu'à 80 mm pour un poids de 6 g pour les mâles et 7 g pour les femelles. Le mâle a le dos vert clair tandis que la femelle tire sur le brun foncé. Mâle et femelle ont le ventre blanc et présentent un sourcil blanc. Leurs ailes sont courtes et arrondies. Leur queue est très courte. Leur bec est long et mince et légèrement retroussé pour s'insérer plus facilement dans les fissures. Leur vol est rapide et leur battement produit un ronflement similaire à celui des colibris.

## Sous-espèces
D'après Alan P. Peterson, il existe deux sous-espèces :
- Acanthisitta chloris chloris  (Sparrman) 1787
- Acanthisitta chloris granti  Mathews & Iredale 1913